# ديف غانثر
ديف غانثر (بالإنجليزية: Dave Gunther)‏ مواليد 22 يوليو 1937، هو مدرب كرة سلة أمريكي ولاعب معتزل. تم اختياره من قبل فريق غولدن ستايت ووريورز خلال الدرافت. حمل الرقم 11. يبلغ طوله 6 قدم 7 بوصة (2.0 م). لعب كرة السلة الجامعية في جامعة آيوا.

## روابط خارجية
- ديف غانثر على موقع إن بي أي (الإنجليزية)
- ديف غانثر على موقع سبورتس رفرنس (الإنجليزية)
- ديف غانثر على موقع كلية كرة السلة في سبورتس رفرنس.كوم (الإنجليزية)
- ديف غانثر على موقع ريلجم (الإنجليزية)
- ديف غانثر على موقع بروبوليرز (الإنجليزية)